# Ternstroemia africana
Ternstroemia africana là một loài thực vật có hoa trong họ Pentaphylacaceae. Loài này được Melch. miêu tả khoa học đầu tiên năm 1924.